# Gellainville
Gellainville is een gemeente in het Franse departement Eure-et-Loir (regio Centre-Val de Loire) en telt 409 inwoners (1999). De plaats maakt deel uit van het arrondissement Chartres.

## Geografie
De oppervlakte van Gellainville bedraagt 12,1 km², de bevolkingsdichtheid is 33,8 inwoners per km².
De onderstaande kaart toont de ligging van Gellainville met de belangrijkste infrastructuur en aangrenzende gemeenten.

## Demografie
Onderstaande figuur toont het verloop van het inwonertal (bron: INSEE-tellingen).